# Ostrava-Kunčičky
Ostrava-Kunčičky – Przystanek kolejowy w Ostrawie w dzielnicy Kończyce Małe, w kraju morawsko-śląskim, w Czechach. Znajduje się na wysokości 210 m n.p.m.

## Historia
Przystanek osobowy został otwarty w 1910 roku. Podczas modernizacji i elektryfikacji linii kolejowej w latach 2005-2007 został gruntownie przebudowany. Przejście między dwoma peronami odbywa się przy wykorzystaniu pobliskiego przejazdu kolejowo-drogowego. Na przystanek można dostać się komunikacją miejską o znaczeniu lokalnym.